# Yialousa/Yeni Erenköy
Yeni Erenköy, griechisch Γιαλουσα Yialousa, türkisch Yeni Erenköy („Neu-Erenköy“) oder Yalusa, auch Algialousa und Galusa, ist eine Kleinstadt in der Türkischen Republik Nordzypern.
Laut Volkszählung hatte der Ort im Jahre 1985 2800 Einwohner; 2006 waren es schätzungsweise etwa 4500.
Der Ort liegt auf einer Hochebene der Halbinsel Karpas oberhalb einer breiten und fruchtbaren Küstenebene. Früher bildeten Tabak und Kolokaz, Johannisbrot und Oliven die Stützen der Wirtschaft. Heute ist der Ort dank guter Infrastruktur, Kleingewerbe und Landwirtschaft wirtschaftliches Zentrum der Region. Am kommunalen Strand (türkisch „Halk Plajı“) gibt es Restaurants und alle notwendigen Einrichtungen, der drei Kilometer entfernte „Malibou-Strand“ mit angrenzendem Fischerhafen, in dem sich viele Fischerboote befinden, wird professionell bewirtschaftet.
Der Ort hat seinen Namen vom türkischen Namen der Stadt Kokkina (Erenköy), erhalten, deren zyperntürkische Einwohner im Jahre 1974 im Verlauf des Zypernkonfliktes die Stadt verlassen mussten. Vor der türkischen Offensive im Jahre 1974 war Yeni Erenköy von etwa 2460 Zyperngriechen bewohnt. Im Rahmen des 2004 gescheiterten Annan-Plans sollte der Ort weiterhin dem türkischen Bundesstaat angehören, wurde jedoch als eine der Ortschaften genannt, in die eine Rückkehr der Zyperngriechen ermöglicht werden sollte.